# Оконьский, Збигнев
Збигнев Войцех Оконьский (пол.  Zbigniew Wojciech Okoński; 12 февраля 1949, Гданьск) — польский экономист, менеджер, бывший Министр национальной обороны Польши в марте — декабре 1995 года.

## Биография
Родился 12 февраля 1949 года в Гданьске. Окончил экономический факультет Гданьского университета и инженерный факультет морского рыболовства Сельскохозяйственной академии в Щецине.
В 1973-1987 годах работал в Предприятии заграничной торговли «Навимор» (польск. PHZ «Navimor») в Гданьске. В 1987 — 1990 годах работал на частных предприятиях.
С февраля по декабрь 1991 года заместитель статс-секретаря в Министерстве внешнеэкономических связей Польши в Правительстве Яна Кшиштофа Белецкого. Затем директор предприятия B&T International.
В 1992-1995 годах заместитель министра внешнеэкономических связей в правительствах Ханны Сухоцкой и Вальдемара Павляка, отвечал за экономические отношения со странами бывшего СССР и Дальнего Востока.
1 марта 1995 года назначен на должность министра национальной обороны Польши. Подал в отставку 22 декабря 1995 года за день до вступления в должность избранного Президентом Польши Александра Квасьневского.
После ухода из политики занимается бизнесом. С 2007 года председатель правления компании Robyg S.A. С 2011 по 2013 год возглавлял польскую Ассоциацию компаний-разработчиков.

## Награды
- Рыцарский крест ордена «Возрождения Польши»